# Lijst van burgemeesters van Dokkum
Dit is een lijst van burgemeesters van de voormalige Nederlandse gemeente Dokkum (tot 1984).

In 1984 ontstond de gemeente Dongeradeel door samenvoeging van de gemeenten Dokkum, Westdongeradeel en Oostdongeradeel.
| Ambtsperiode | Naam burgemeester           | Partij of stroming | Bijzonderheden |
| ------------ | --------------------------- | ------------------ | --- |
| ? - <1774    | Johannes Fockema            |                    | in ieder geval in 1770 en 1771                                                                                    |
| 1811 - 1814  | Taco Schonegevel            |                    | maire |
| 1813 - 1824  | Alle Fransen Klaver         |                    | |
| ? - ?        | Gerardus Riemersma          |                    | |
| ? - ?        | Oege Goslings               |                    | in ieder geval in 1816                                                                                            |
| ? - ?        | Hotze van Assen             |                    | in ieder geval in 1816                                                                                            |
| 1818 - 1819  | Taco Schonegevel            |                    | |
| 1819 - 1821  | Willem Roelof van der Weide |                    | |
| 1823 - 1832  | Reinder van Kleffens        |                    | |
| 1832 - 1847  | Willem Roelof van der Weide |                    | |
| 1848 - 1852  | Gerrit Jan de Feyfer        |                    | |
| 1853 - 1858  | Ernst Jongsma               |                    | |
| 1858 - 1866  | Anne Posthuma               |                    | |
| 1867 - 1910  | Doederus de Vries           |                    | Hij was tevens vanaf 1863 lid van de gemeenteraad en de laatste burgemeester in Friesland die tevens raadslid was |
| 1910 - 1945  | Albert Jonker               |                    | |
| 1945 - 1946  | P.O. Brouwer                | ARP                | waarnemend |
| 1946 - 1970  | drs. Sybren van Tuinen      | ARP                | werd burgemeester van Kampen                                                                                      |
| 1970 - 1976  | mr. Jacob Miedema           | ARP                | was burgemeester van Winsum, werd burgemeester van Baarn                                                          |
| 1976 - 1984  | mr. Haije Sybesma           | ARP/CDA            | was burgemeester van Zuidhorn, werd burgemeester van Dongeradeel                                                  |